# Rosmery Mollo
Rosmery Mollo Mamani (Provincia de Ingavi, Bolivia; circa 1976) es una activista y enfermera aimara boliviana, que trabaja en el campo de la salud sexual y reproductiva. En 2008 recibió un reconocimiento de la Organización Panamericana de la Salud y en 2013  fue incluida en la lista 100 Women de la cadena británica BBC.

## Trayectoria
Mollo es una mujer aimara, el segundo grupo étnico boliviano más numeroso tras los quechuas. Fue madre a sus 19 años. En ese momento, sus padres la animaron a convertirse en enfermera, financiaron su educación y su madre cuidó al hijo de Mollo mientras ella estaba fuera. A los 19 años dejó su comunidad indígena en la provincia Ingavi para estudiar enfermería en la  Universidad Católica Boliviana San Pablo en La Paz.
Mollo se convirtió en enfermera y educadora aimara en salud sexual y reproductiva. Posteriormente trabajó en el proyecto de salud pública Warmi, con sede en la localidad de Calamarca, que tenía como objetivo reducir la mortalidad materna de las mujeres indígenas. Durante los diez años de liderazgo de Mollo, el proyecto se amplió atendiendo al menos a 1600 personas, e incluyó la instalación de invernaderos, lo que permitió a las mujeres cultivar más alimentos para sus familias.

## Reconocimientos
- En 2008 su trabajo fue reconocido por la Organización Panamericana de la Salud.[2]
- En 2013, Mollo fue incluida en la lista de la serie británica BBC 100 Women.[5]